# Muskelin
Muskelin‏ (Muskelin 1) هوَ بروتين يُشَفر بواسطة جين Muskelin في الإنسان.